# Андреев, Богдан Евстафьевич
Богдан Евстафьевич Андреев (укр. Богдан Євстафійович Андріїв; род. 12 августа 1969, Конюхов, Стрыйский район, Львовская область, Украинская ССР, СССР) — украинский политик. Городской голова Ужгорода (с 2015 года). Депутат Ужгородского городского совета V и VI созывов (2006—2015). Являлся членом Партии регионов.

## Биография
Родился 12 августа 1969 года в селе Конюхов Стрыйского района Львовской области.
Окончил среднюю школу в селе Дулибы Стрыйского района в 1986 году.
С 1986 по 1987 год являлся младшим медицинским работником Стрыйской районной больницы. После этого в течение двух лет проходил срочную службу в рядах советской армии.
В декабре 1989 года поступил в Одесскую государственную академию пищевых технологий, которую окончил в 1995 году по специальности «машины и аппараты пищевых производств».
В июле 1995 года Андреев был назначен на должность ведущего специалиста и начальника отдела в Закарпатском центре сертификатных аукционов. С 1996 по 2004 год являлся работником Карпатской региональной таможне. Работал на должностях старшего инспектора, главного инспектора и начальника отдела по борьбе с контрабандой. В 2004 году начал заниматься предпринимательской деятельностью. В 2004 году окончил Киевский университет права НАН Украины по специальности «правоведение» и получив квалификацию юриста.
В 2006 году был избран депутатом Ужгородского городского совета V созыва. Спустя четыре года вновь стал депутатом горсовета, будучи избранным от Партии регионов.
С марта 2013 года по ноябрь 2014 года — член наблюдательного совета общества с ограниченной ответственностью «Солнечная энергия Плюс».
С 20 ноября 2014 года по 19 ноября 2015 год являлся секретарём городского совета и исполняющий обязанности городского головы Ужгорода.
На выборах городского головы Ужгорода 2015 года Андреев баллотировался от партии «Возрождение» и был избран во втором туре, набрав 58,4 % голосов избирателей. В 2016 году он вошёл в список самых богатых глав украинских городов. Его семья задекларировала доход в 6,8 миллиона гривен и 21 миллион гривен на счетах в банке. Семье Андреева также принадлежало ряд объектов недвижимости (квартиры, дома и земельные участки).
В августе 2018 года Андрееву было вручено подозрение в присвоении и растрата имущества путём злоупотребления служебного положения в особо крупном размере (часть 5 статьи 191 Уголовного кодекса Украины) и соучастии в подделке документов, связанных с реконструкцией культурно-исторического центра «Совиное гнездо» (часть 2 статьи 28 Уголовного кодекса и часть 2 статьи 366 Уголовного кодекса). В сентябре 2018 года Ужгородский городской районный суд принял решение арестовать Андреева двухмесячный срок с возможностью выйти под залог в размере 440 тысяч гривен. В ходе заседания суда председатель Закарпатской ОГА Геннадий Москаль был готов взять Андреева на поруки. Андреев в итоге воспользовался возможностью залога и вышел на свободу.
Накануне парламентских выборов 2019 года Андреев объявил, что присоединится к партии «Доверяй делам», основанной городским головой Харькова Геннадием Кернесом и городским головой Одессы Геннадием Трухановым. Андреев был включён под № 7 в список партии «Оппозиционный блок», которая набрала 3 % голосов избирателей, и не прошёл в Верховную раду.
Во время местных выборов 2020 года Андреев вновь решил выдвинуть свою кандидатуру на кресло главы города как самовыдвиженец. Кроме него Ужгородская городская территориальная избирательная комиссия зарегистрировала двух его тёзок — Богдана Михайловича Андреева и Богдана Ярославовича Андреева.